# Tu vas me manquer
Tu vas me manquer is een nummer van de Franse zanger en rapper Maître Gims uit 2015. Het is de achtste single van zijn tweede soloalbum Mon cœur avait raison.
Het nummer, dat gaat over een verloren liefde, leverde Gims een grote hit op in Frankrijk. Het bereikte daar de 6e positie. Ook in Wallonië werd het een hit.